# 류흥수
류흥수(柳興洙, 1937년 12월 3일 ~ )는 대한민국의 국회의원이다.

## 학력
- 경기고등학교 졸업
- 서울대학교 법과대학 졸업

## 경력
- 제14기 고등고시 행정과 합격
- 부산시 경찰국장, 서울시 경찰국장
- 치안본부장
- 충남도지사
- 청와대 정무수석비서관
- 교통부 차관
- 민정당 총재비서실장
- 당 남북관계 특별위원장
- 국회 통일외교통상 위원장
- 한일의원연맹간사장
- APPF(아시아ㆍ태평양 의회 포럼) 회장
- 한나라당 부산시지부 위원장
- 대한민국헌정회 이사
- 주일대사